# W-80
W-80 – niezrealizowany projekt radzieckiego śmigłowca szturmowego wytwórni Kamow.

## Historia
Uważnie obserwując amerykańskie doświadczenia wyniesione z wojny w Wietnamie, radzieccy decydenci podjęli decyzję o opracowaniu własnego śmigłowca bojowego, mogącego realizować zadania uderzeniowe. W odróżnieniu od amerykańskich rozwiązań, gdzie tego typu zadania miały wypełniać maszyny typu Bell AH-1 Cobra, radziecka koncepcja zakładała budowę śmigłowca o bardziej wielozadaniowym przeznaczeniu. Konstrukcja nowego śmigłowca miała umożliwić realizację zadań uderzeniowych, jak również transport niewielkiej grupy żołnierzy. Taka strategia nawiązywała do bojowego wozu piechoty BMP-1, reprezentującego nowatorską koncepcję użycia bojowych środków transportu na polu walki. 29 marca 1967 roku zamówienie na opracowanie nowej koncepcji dostało biuro projektowe Michaiła Mila. Efektem prac był śmigłowiec Mi-24. Szukając biura mogącego zaprojektować nową maszynę, pominięto biuro Kamowa. Kamow realizował projekty przeznaczone tylko dla marynarki, zatem wydawało się, że Mil zdecydowanie lepiej będzie w stanie odpowiedzieć na potrzeby lotnictwa armii Związku Radzieckiego. Niezrażony tym faktem Kamow przystąpił do prac projektowych mających na celu budowę śmigłowca armijnego. Ich efektem było kilka projektów, między innymi mającymi wyróżniać się bardzo dużą prędkością lotu maszyny W-50 i W-100. Wśród nich znalazł się W-80.
Maszyna została zaprojektowana w 1971 roku. Kamow w swoim projekcie po raz pierwszy odszedł od koncepcji wielozadaniowej maszyny, zdolnej do realizacji zadań uderzeniowych, jak również przewozu żołnierzy. Tym razem zaprojektowano śmigłowiec bojowy, pozbawiony możliwości transportowych. Dzięki temu, zaprojektowano maszynę charakteryzującą się smukłym i lekkim kadłubem. Jego masa startowa nie przekraczała 7500 kg. Po raz pierwszy również zastosowano wciągane podwozie. Dwuosobowa załoga miała do dyspozycji kabinę w układzie tandem, oszkloną, ale nie opancerzoną. Strzelec zajmował tylne stanowisko. Głównym zadaniem miała być ochrona własnych wojsk pancernych. W tym celu przewidywano instalację nieruchomego działka oraz kierowanych pocisków rakietowych powietrze–powietrze, umożliwiającego zwalczanie nieprzyjacielskiego lotnictwa. Niestety dla projektu, wśród radzieckich wojskowych dominowała koncepcja śmigłowca wielozadaniowego, w którą zdecydowanie lepiej wpisywał się Mi-24. Tym samym W-80 nie znalazł nabywców.
Doświadczenia zdobyte przez Kamowa przy projektowaniu własnych maszyn uderzeniowych zaowocowały w drugiej połowie lat 70., gdy rozpoczęto prace projektowe nad programem, który zaowocował stworzeniem maszyn Ka-50 i Ka-52. W grudniu 1977 roku wstępny projekt, przypominający swoją sylwetką rozwiązania W-80, został przedstawiony do akceptacji. Nowa konstrukcja nadal nazywana była W-80. Nowe oznaczenie, Ka-50, śmigłowiec otrzymał dopiero w 1987 roku.